# Strömbron
Strömbron (en français : pont du Norrström) est un pont dans le centre  Stockholm en Suède.

## Description
Le Strömbron est un pont routier de 140 mètres de long sur le Norrström entre Norrmalm et Gamla stan.
Le pont mène du palais royal de Stockholm situé sur l'île de Stadsholmen à l'extrémité sud du parc Kungsträdgården.
Il relie la rue Strömgatan aux rues Slottskajen et Skeppsbron.
En 1928, un ponton temporaire a été construit sur le site dans le cadre de travaux de réparation du Norrbro. 
Le Strömbron actuel a été mis en service le 22 novembre 1946, après quoi le trafic entre Kungsträdgårdsgatan et Skeppsbron n'a plus été détourné via le Norrbro. Ce réacheminement incluait également le trafic du tramway.
Comme le pont était considéré comme une solution temporaire, il a été réalisé de manière très simple et aucun effort n'a été fait pour en améliorer l'esthétique. Après un long débat au Conseil municipal de Stockholm, la proposition de pont a été adoptée avec 43 voix pour et 39 contre. Étant donné qu'il s'agissait d'une structure temporaire à court terme d'environ 10 ans, le pont n'a pas été inclus dans le plan de la ville. 
La structure est constituée d'une dalle de béton de 20 mètres de large (la chaussée) sur des poutres en acier, posées sur des socles en béton, eux-mêmes fondés sur des pieux en bois.
Les pieux en bois se terminent à environ un mètre au-dessus de la surface de l'eau, ce qui est inhabituel pour ce type de construction. Normalement, les têtes de pieux doivent être recouvertes d'eau pour éviter la pourriture. Mais ici, c'était une condition posée par les opposants au pont, et la raison était qu'après quelques années, les dommages causés par la pourriture aux piles seraient si graves que le pont devrait être démoli. Après dix ans, il n’y avait aucun signe de pourriture. En 1964, les fondations sur pieux ont été renforcées et des mesures ont été prises pour protéger les pieux contre la pourriture.
Dans le plan général de Stockholm de 1962 et 1967 (le plan de la ville de 1962 et City 67), un tunnel était proposé sous le Norrström, le Blasieholmsleden, qui relierait Strandvägen à Skeppsbron. 
Le projet a été abandonné plus tard dans le plan d'urbanisme de 1977. 
Le pont est donc toujours debout, sa durabilité a été vérifiée à intervalles réguliers et s'est avéré meilleure que prévu, ce qui a été confirmé lors de la dernière rénovation en 2007-2009. 
Le provisoire continue de remplir sa mission.

## Galerie

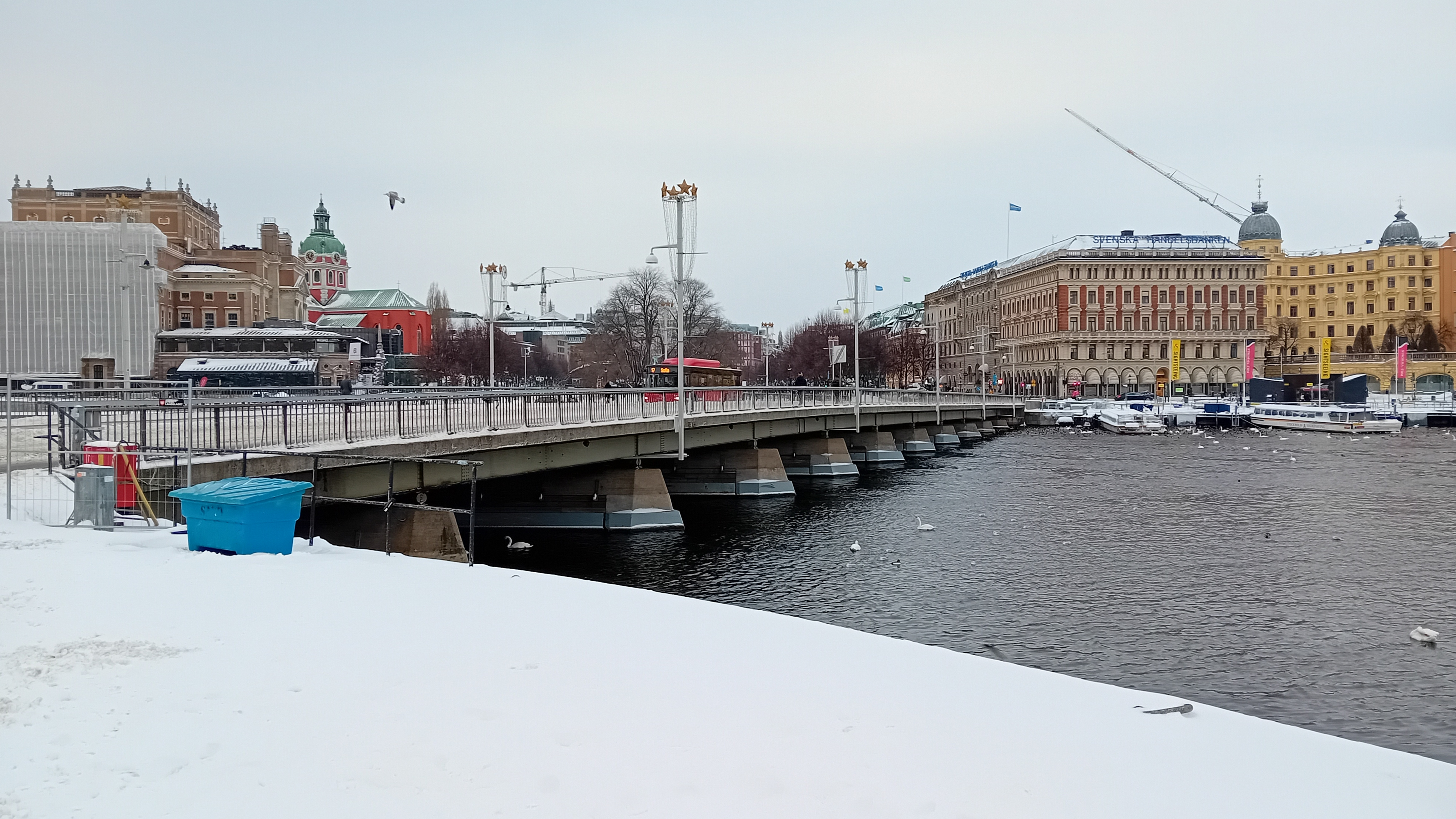
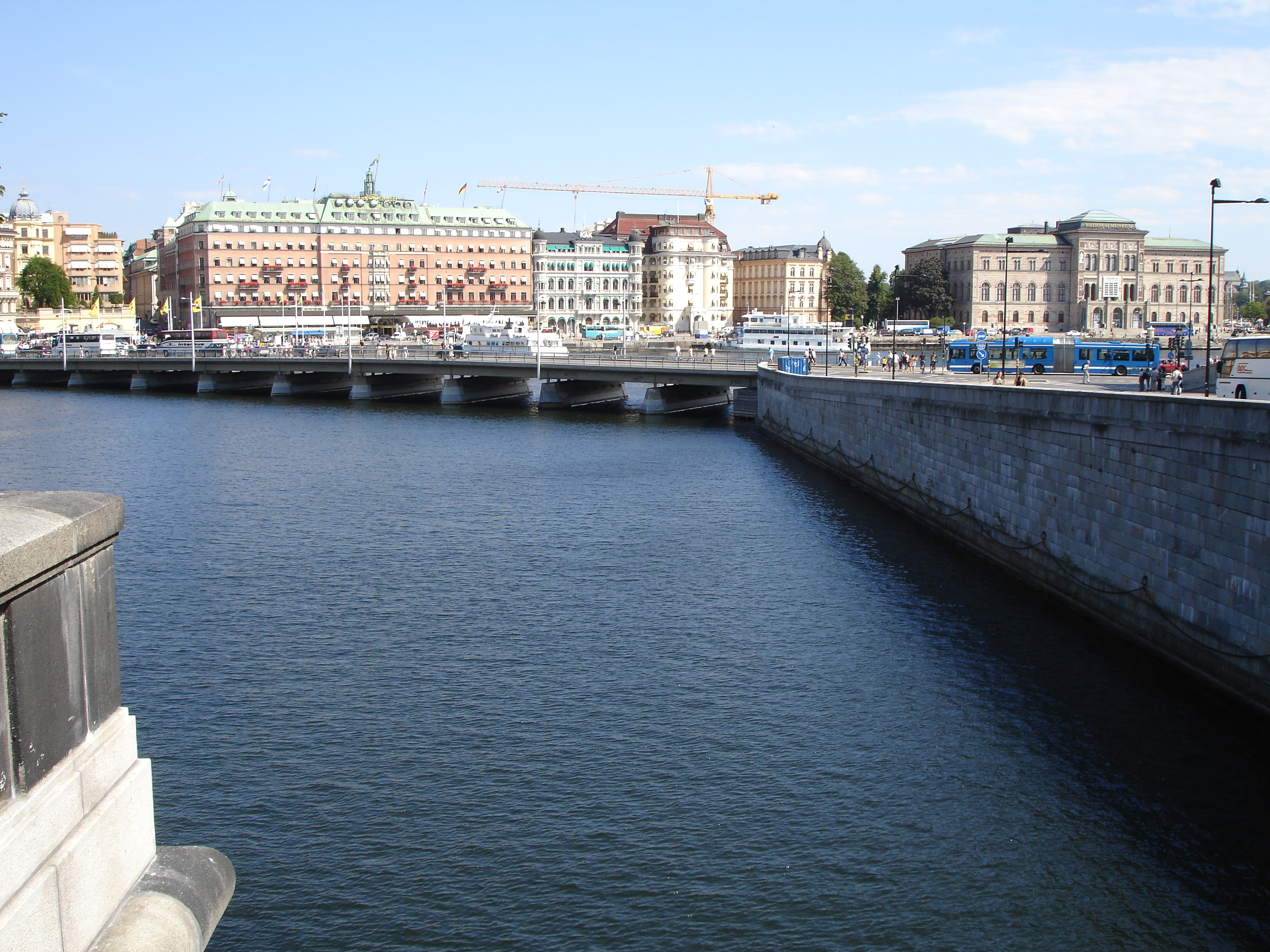
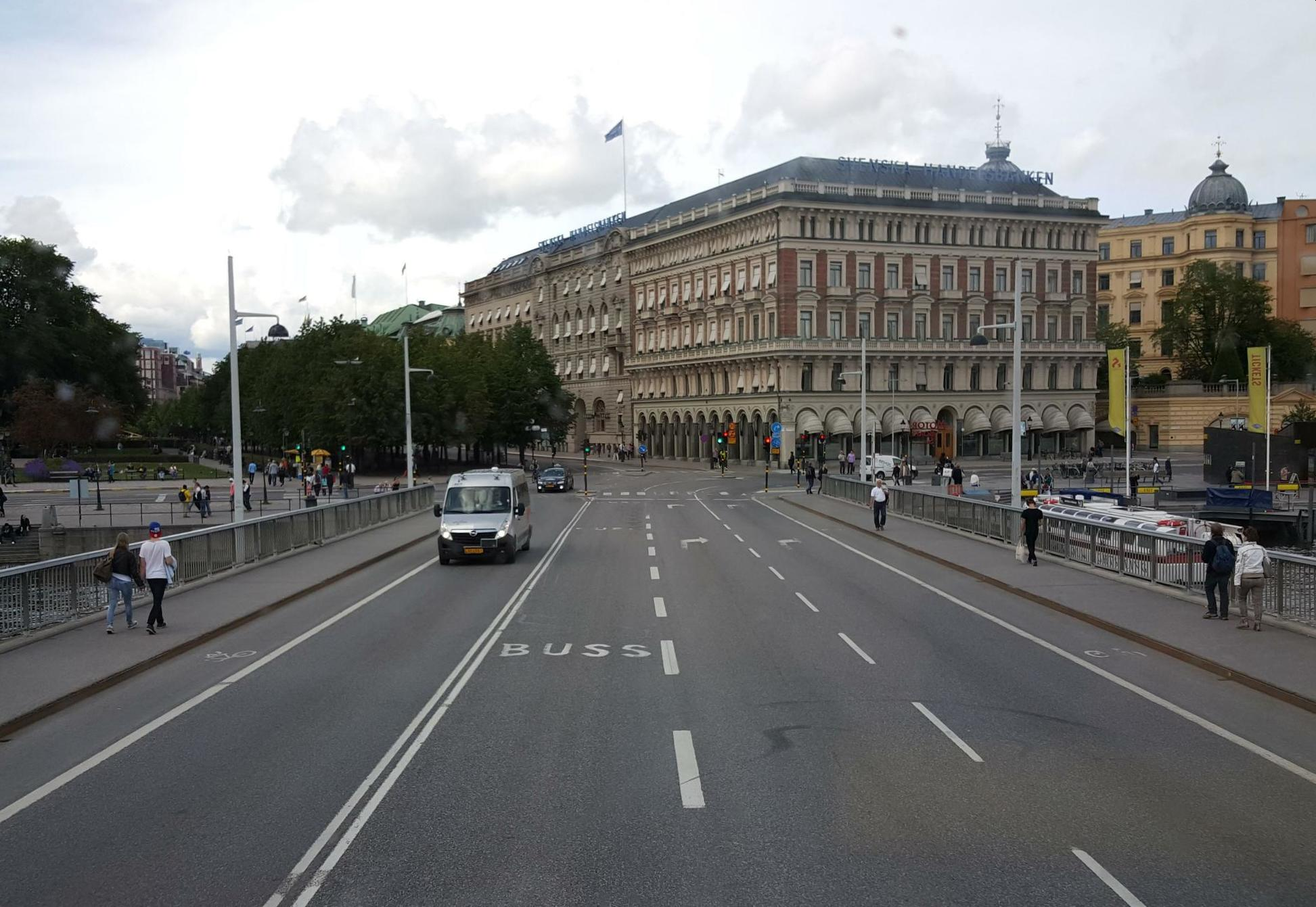
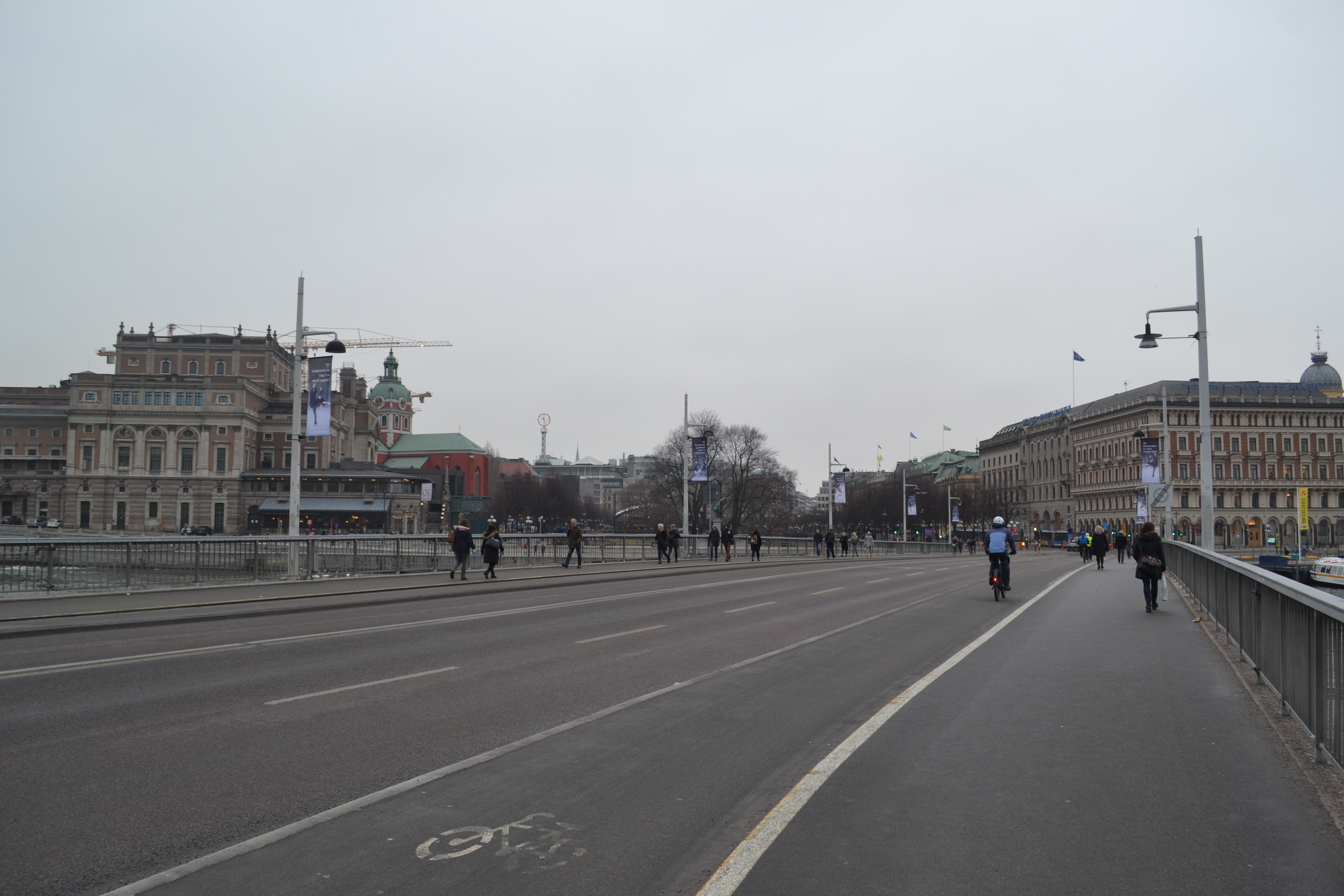